# 1154 TCN
Năm 1154 TCN là một năm trong lịch Julius.

## Sự kiện

### Chưa rõ ngày
- Trụ Vương - vị vua cuối cùng của nhà Thương được cho là lên ngôi và bắt đầu cai trị trong năm này.